# 飛騨国際メルヘンアニメ映像祭
飛騨国際メルヘンアニメ映像祭 （ひだこくさいメルヘンアニメえいぞうさい、Hida International Animation Festival of Folktales and Fables）は、2002年から2010年まで岐阜県高山市で開催されたアニメーションを専門に扱う映画祭。「心にひびく、良質で物語性ゆたかなアニメーション」をテーマとしていた。

## 組織
- 主催：飛騨・世界生活文化センター 指定管理者 飛騨コンソーシアム
- 共催：岐阜県、中日新聞社、中部日本放送、大垣市情報工房指定管理者
- 後援：高山市、大垣市、飛騨市、下呂市、白川村、岐阜県教育委員会、高山市教育委員会、大垣市教育委員会、飛騨市教育委員会、下呂市教育委員会、白川村教育委員会、各務原市教育委員会

## 賞
- 最優秀作品賞（賞金100万円）
- 優秀作品賞
- 奨励賞
- 審査員特別賞
- 飛騨まんが王国国民賞
- 柿とバラのまち・大野町賞
- 共催団体賞
- こどもメルヘン大賞（賞金10万円）
- こどもメルヘン賞
- 共催団体賞（子ども審査会）
- 子ども審査委員特別賞

## 開催履歴
| 回 | 開催期間                  | 最優秀作品賞                                         |
| -- | ------------------------- | ---------------------------------------------------- |
| 1  | 2002年3月8日 - 10日       | プレイベントのため賞選定なし                         |
| 2  | 2003年3月20日 - 23日      | Nataliya Dabizha「About the Fisherman and the Fish」 |
| 3  | 2004年3月12日 - 14日      | 加藤久仁生「或る旅人の日記」                         |
| 4  | 2005年3月19日 - 21日      | 該当者なし                                           |
| 5  | 2006年3月17日 - 19日      | 山村浩二「年をとった鰐」                             |
| 6  | 2007年3月17日 - 18日      | Oleg Uzhinov「Zhiharka」                             |
| 7  | 2007年12月15日 - 16日     | Sandra Schiessl「Tomte Tummetott and the Fox」       |
| 8  | 2008年11月30日 - 12月13日 | 加藤久仁生「つみきのいえ」                           |
| 9  | 2009年12月5日 - 6日       | Jerome Boulbes「Mask」                               |
| 10 | 2010年12月3日 - 5日       | 助川勇太「灯花」                                     |